# Charolles (quận)
Quận Charolles là một quận của Pháp, nằm ở tỉnh Saône-et-Loire, ở vùng Bourgogne-Franche-Comté. Quận này có 13 tổng và 136 xã.

## Các đơn vị hành chính

### Các tổng
Các tổng của quận Charolles là: 
1. Bourbon-Lancy
2. Charolles
3. Chauffailles
4. La Clayette
5. Digoin
6. Gueugnon
7. La Guiche
8. Marcigny
9. Palinges
10. Paray-le-Monial
11. Saint-Bonnet-de-Joux
12. Semur-en-Brionnais
13. Toulon-sur-Arroux

### Các xã
Các xã của quận Charolles, và mã INSEE là: 
| 1. Amanzé (71006)                         | 2. Anglure-sous-Dun (71008)             | 3. Anzy-le-Duc (71011)                       | 4. Artaix (71012)                         |
| 5. Ballore (71017)                        | 6. Baron (71021)                        | 7. Baudemont (71022)                         | 8. Baugy (71024)                          |
| 9. Beaubery (71025)                       | 10. Bois-Sainte-Marie (71041)           | 11. Bourbon-Lancy (71047)                    | 12. Bourg-le-Comte (71048)                |
| 13. Briant (71060)                        | 14. Chalmoux (71075)                    | 15. Chambilly (71077)                        | 16. Champlecy (71082)                     |
| 17. Changy (71086)                        | 18. Charolles (71106)                   | 19. Chassigny-sous-Dun (71110)               | 20. Chassy (71111)                        |
| 21. Chauffailles (71120)                  | 22. Chenay-le-Châtel (71123)            | 23. Chevagny-sur-Guye (71127)                | 24. Chiddes (71128)                       |
| 25. Châteauneuf (71113)                   | 26. Châtenay (71116)                    | 27. Ciry-le-Noble (71132)                    | 28. Clessy (71136)                        |
| 29. Collonge-en-Charollais (71139)        | 30. Colombier-en-Brionnais (71141)      | 31. Coublanc (71148)                         | 32. Cronat (71155)                        |
| 33. Curbigny (71160)                      | 34. Curdin (71161)                      | 35. Céron (71071)                            | 36. Digoin (71176)                        |
| 37. Dompierre-sous-Sanvignes (71179)      | 38. Dyo (71185)                         | 39. Fleury-la-Montagne (71200)               | 40. Fontenay (71203)                      |
| 41. Gibles (71218)                        | 42. Gilly-sur-Loire (71220)             | 43. Grandvaux (71224)                        | 44. Gueugnon (71230)                      |
| 45. Génelard (71212)                      | 46. Hautefond (71232)                   | 47. Iguerande (71238)                        | 48. Joncy (71242)                         |
| 49. L'Hôpital-le-Mercier (71233)          | 50. La Chapelle-au-Mans (71088)         | 51. La Chapelle-sous-Dun (71095)             | 52. La Clayette (71133)                   |
| 53. La Guiche (71231)                     | 54. La Motte-Saint-Jean (71325)         | 55. Le Rousset (71375)                       | 56. Les Guerreaux (71229)                 |
| 57. Lesme (71255)                         | 58. Ligny-en-Brionnais (71259)          | 59. Lugny-lès-Charolles (71268)              | 60. Mailly (71271)                        |
| 61. Maltat (71273)                        | 62. Marcigny (71275)                    | 63. Marcilly-la-Gueurce (71276)              | 64. Marizy (71279)                        |
| 65. Marly-sur-Arroux (71281)              | 66. Martigny-le-Comte (71285)           | 67. Melay (71291)                            | 68. Mont (71301)                          |
| 69. Montceaux-l'Étoile (71307)            | 70. Mornay (71323)                      | 71. Mussy-sous-Dun (71327)                   | 72. Neuvy-Grandchamp (71330)              |
| 73. Nochize (71331)                       | 74. Oudry (71334)                       | 75. Ouroux-sous-le-Bois-Sainte-Marie (71335) | 76. Oyé (71337)                           |
| 77. Ozolles (71339)                       | 78. Palinges (71340)                    | 79. Paray-le-Monial (71342)                  | 80. Perrecy-les-Forges (71346)            |
| 81. Perrigny-sur-Loire (71348)            | 82. Poisson (71354)                     | 83. Pouilloux (71356)                        | 84. Pressy-sous-Dondin (71358)            |
| 85. Prizy (71361)                         | 86. Rigny-sur-Arroux (71370)            | 87. Saint-Agnan (71382)                      | 88. Saint-Aubin-en-Charollais (71388)     |
| 89. Saint-Aubin-sur-Loire (71389)         | 90. Saint-Bonnet-de-Cray (71393)        | 91. Saint-Bonnet-de-Joux (71394)             | 92. Saint-Bonnet-de-Vieille-Vigne (71395) |
| 93. Saint-Christophe-en-Brionnais (71399) | 94. Saint-Didier-en-Brionnais (71406)   | 95. Saint-Edmond (71408)                     | 96. Saint-Germain-en-Brionnais (71421)    |
| 97. Saint-Igny-de-Roche (71428)           | 98. Saint-Julien-de-Civry (71433)       | 99. Saint-Julien-de-Jonzy (71434)            | 100. Saint-Laurent-en-Brionnais (71437)   |
| 101. Saint-Léger-lès-Paray (71439)        | 102. Saint-Marcelin-de-Cray (71446)     | 103. Saint-Martin-de-Lixy (71451)            | 104. Saint-Martin-de-Salencey (71452)     |
| 105. Saint-Martin-du-Lac (71453)          | 106. Saint-Martin-la-Patrouille (71458) | 107. Saint-Maurice-lès-Châteauneuf (71463)   | 108. Saint-Racho (71473)                  |
| 109. Saint-Romain-sous-Versigny (71478)   | 110. Saint-Symphorien-des-Bois (71483)  | 111. Saint-Vincent-Bragny (71490)            | 112. Saint-Yan (71491)                    |
| 113. Sainte-Foy (71415)                   | 114. Sanvignes-les-Mines (71499)        | 115. Sarry (71500)                           | 116. Semur-en-Brionnais (71510)           |
| 117. Sivignon (71524)                     | 118. Suin (71529)                       | 119. Tancon (71533)                          | 120. Toulon-sur-Arroux (71542)            |
| 121. Uxeau (71552)                        | 122. Vareilles (71553)                  | 123. Varenne-Saint-Germain (71557)           | 124. Varenne-l'Arconce (71554)            |
| 125. Varennes-sous-Dun (71559)            | 126. Vauban (71561)                     | 127. Vaudebarrier (71562)                    | 128. Vendenesse-lès-Charolles (71564)     |
| 129. Vendenesse-sur-Arroux (71565)        | 130. Verosvres (71571)                  | 131. Versaugues (71573)                      | 132. Vindecy (71581)                      |
| 133. Viry (71586)                         | 134. Vitry-en-Charollais (71588)        | 135. Vitry-sur-Loire (71589)                 | 136. Volesvres (71590)                    |